# 草酸铕
草酸铕是铕的草酸盐，化学式为Eu2(C2O4)3，其水合物可由氯化铕和草酸钠反应得到。它的十水合物受热分解得到无水物，继续加热得到氧化铕。它和盐酸反应得到Eu(C2O4)Cl·3H2O。